# 북삼초등학교 (강원)
북삼초등학교는 대한민국 강원특별자치도 동해시에 있는 공립 초등학교이다.

## 학교 연혁
- 1938.09.01 북삼공립심상소학교 설립
- 1946.02.07 북삼공립국민학교로 개교(동회서당)(설립인가 1월 24일)
- 1948.06.23 제1회 졸업식 거행
- 1950.05.25 교사 신축 이전(효가리 구 북삼동사무소 뒤)
- 1986.01.26 교사 신축 이전(지흥동 현 위치)
- 2002.03.01 44(1)학급 편성, 유치원 1학급
- 2002.08.02 18(1)학급 편성, 청운초등학교 분리(29학급)
- 2008.03.01 강원도교육청지정 발명교육 연구학교 운영(2008. 3. 1~2010. 2. 28)
- 2009.12.31 2009년 강원도 교육활동 유공학교 표창(공교육 내실화 분야)
- 2010.08.20 제32회 학생과학발명품경진대회 학교단체상(교육과학기술부장관상) 수상
- 2011.10.13 북삼관 개관
- 2012.09.01 김형문 교장선생님 부임
- 2013.02.15 제66회 졸업식(졸업생 총수 8,723명)
- 2013.03.01 13(1) 학급 편성, 유치원 1학급
- 2014.02.13 제67회 졸업식(졸업생 총수 8,790명)
- 2014.03.01 13(1)학급 편성, 유치원 1학급
- 2014.09.01 박성수 교장선생님 부임

## 참고 자료
- 북삼초등학교 - 한국교육학술정보원 학교알리미